# Де Лука, Фердинандо (дипломат)
Фердинандо Де Лука (итал. Ferdinando De Luca; 2 марта 1828, Кастелламмаре-ди-Стабия — 29 апреля 1889, Шанхай) — итальянский дипломат.
Сын Рафаэле Де Лука, руководителя инженерного отдела в морском министерстве Королевства Обеих Сицилий.
В 1849 году окончил факультет права Неаполитанского университета. С 1851 года на дипломатической работе. С 1855 года в должности вице-консула Королевства Обеих Сицилий служил в Алжире (до 1857 г.), Генуе (1857—1859), на Мальте (март-сентябрь 1859 г.), в Марселе (сентябрь-ноябрь 1859 г.). В конце 1859 г. возглавил консульство в Лондоне.
В мае 1861 года принят на службу в министерство иностранных дел объединённого Итальянского королевства и получил назначение в Лиму, куда так и не отбыл. В декабре того же года назначен консулом Италии в Гибралтаре. В 1863—1866 гг. генеральный консул в Новом Орлеане, в 1866—1878 гг. в Нью-Йорке. В январе 1878 г. принял участие в траурных мероприятиях итальянской общины Нью-Йорка в связи со смертью короля Виктора Эммануила II, его речь в память о короле опубликована.
С 1878 г. и до конца жизни дипломатический представитель Италии в Китае, сперва в ранге посланника, а с 1883 г. в ранге чрезвычайного и полномочного посла; с 1883 г. также посол в Сиаме по совместительству. Местом своей резиденции избрал Шанхай, чтобы держать руку на пульсе экономической жизни Китая, хотя это и отдаляло его от жизни китайского императорского двора. Значительную часть обязанностей Де Луки в Китае составляла защита итальянских миссионеров-христиан.
Кавалер (1863), офицер (1867), командор (1883) Ордена Святых Маврикия и Лазаря. Кавалер (1869), офицер (1873), командор (1881), великий офицер (1885) ордена Короны Италии.
Скоропостижно скончался на рабочем месте. «Наделённый незаурядной изобретательностью, широкой культурой, изысканно-мягкими манерами, де Лука мог бы ещё долго служить своей стране», — отмечалось в официальном некрологе.
Сын, Луиджи Де Лука (1875—?), в 1898—1933 гг. работал в сформированных западными державами таможенных органах на территории Китая и остался жить в Китае после выхода в отставку.